# Triuret
Triuret, H
2NC(O)NHC(O)NHC(O)NH
2 – organiczny związek chemiczny, trimer mocznika.
Występuje naturalnie w postaci bardzo małych kryształków w cytoplazmie niektórych drapieżnych ameb.
Powstaje podczas utleniania kwasu moczowego, np. nadtlenkiem wodoru (H−O−O−H) lub kwasem nadtlenoazotawym (H−O−O−N=O). Jest też produktem kontrolowanej kondensacji mocznika, np. za pomocą chlorku tionylu; z mieszaniny reakcyjnej można go wyizolować obok biuretu za pomocą krystalizacji z roztworu wodnego.
W cząsteczkach triuretu w formie krystalicznej występują 3 idealnie płaskie fragmenty O=CN
2, które są wobec siebie skręcone o 7,4° i 16°. Cząsteczki w krysztale powiązane są wiązaniami wodorowymi tworząc płaskie warstwy, pomiędzy którymi występują praktycznie wyłącznie oddziaływania van der Waalsa.
Jego podwyższony poziom w moczu człowieka może być wskaźnikiem występowania stresu oksydacyjnego w organizmie.